# José Ricardo Pérez
José Ricardo Pérez Morales (Cali, 24 ottobre 1963) è un allenatore di calcio ed ex calciatore colombiano, di ruolo centrocampista.

## Caratteristiche tecniche
Giocava come centrocampista difensivo.

## Carriera

### Club
Dopo gli inizi all'Atlético Junior, è passato all'Atlético Nacional con il quale ha vinto la Coppa Libertadores 1989 ed ha ottenuto la convocazione in Nazionale; nel 1993 si è trasferito all'Independiente Santa Fe, rimanendovi fino al 1994.

### Nazionale
Giocando a livello internazionale con la Colombia, ha segnato una rete in 19 presenze, partecipando a Italia 1990 come sostituto, non venendo mai schierato in campo dal CT Francisco Maturana. Ha giocato la sua ultima partita in Nazionale il 5 settembre 1997 contro El Salvador.

### Allenatore
Nel 2008 ha allenato l'Inter Anzoátegui, portandola alla vittoria del titolo di Apertura della terza divisione venezuelana.

## Palmarès

### Club

#### Competizioni internazionali
- Coppa Libertadores: 1

Atlético Nacional: 1989